# Apariția stelelor

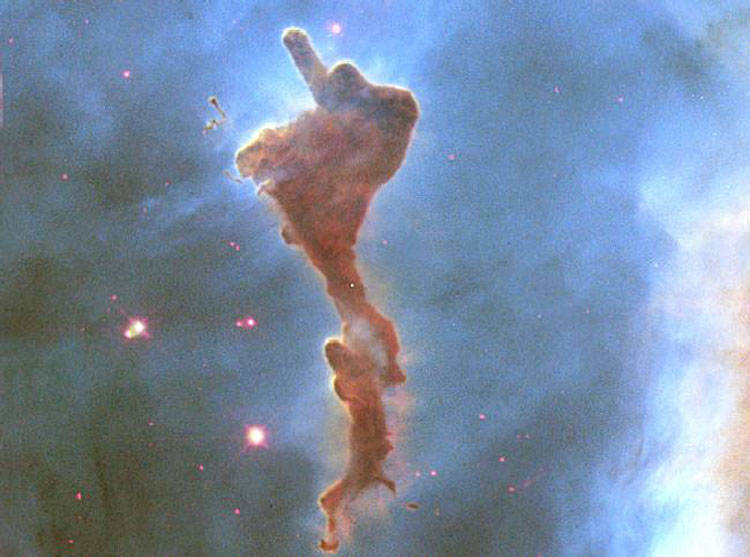
Acest nor a fost rupt din Nebuloasa Carina. Noile stele formate sunt vizibile în apropiere, cu imaginile lor înroșite de lumina albastră, împrăștiate preferențial de praful omniprezent. Această imagine se întinde pe aproximativ doi ani-lumină și a fost înregistrată de telescopul spațial Hubble în 1999.

Apariția stelelor este o ramură a astronomiei care studiază cum părți dense de nori moleculari se transformă în sfere de plasmă care formează stele. 